# إد سيمونز
إد سيمونز (بالإنجليزية: Ed Simmons)‏ هو لاعب كرة قدم أمريكية أمريكي، ولد في 31 ديسمبر 1963 في French Camp, California ‏ في الولايات المتحدة.

## وصلات خارجية
- إد سيمونز على موقع مرجع كرة القدم المحترفة.كوم (الإنجليزية)